# Dag Kolstad
Dag E. Kolstad (* 5. Mai 1955 in Ski im Fylke Akershus, Norwegen) ist ein norwegischer Autor und Comicautor sowie Redakteur. Kolstad war als  Comicautor auch teilweise unter dem Pseudonym Dick Kolby tätig'.

## Biografie
Kolstad begann 1978 beim Semic Nordisk Forlag als Redakteur zu arbeiten. 1981 begann er für die norwegische Ausgabe des Comicmagazin MAD als Redakteur tätig werden und zugleich auch als Comicautor Geschichten und Storyboard zu verfassen. Weiterhin wirkte er bei dem norwegischen Comic Serie-Fokus als Comicautor mit und bei der norwegischen Comicserie Python mit. Des Weiteren gründete er 1990 die Verlagsgesellschaft Norsk Strek AS. Zusammen mit den Comicautor Terje Nordberg und dem Comiczeichner Arild Midthun entwickelte und startete er die norwegische Comicserie Truls og Trine, die im gleichen Jahr mit dem Comicpreis des Kulturdepartementet ausgezeichnet wurde.
Kolstad zog sich 1995 nach über zehn Jahren Tätigkeit als Autor und Redakteur der Comicserie Phyton zurück, um anderen Beschäftigungsfeldern nachzugehen. Ab 1997 startete unter seiner Leitung als Redakteur die Zeitschrift Humorbladet Geek (Semic) und des Weiteren wurde er wieder als Autor tätig. 1998 erhielt Kolstad den Raptus-Preis (Raptus-prisen) für seinen Einsatz im norwegischen Comic. Kolstad schrieb als Comicautor 2001 für die norwegische Olsenbande-Junior-Filmreihe einen eigenen Comic dazu, der 2004 fortgesetzt wurde, als Comicserie ähnlich wie zur Senior-Olsenbande in Norwegen. Des Weiteren war er 2006 auch als Comicautor an dem Comic Kaptein Sabletanns verden (Käpt’n Säbelzahn Welt) zu dem fiktiven Piraten Käpt’n Säbelzahn beteiligt.

## Bibliografie (Auswahl)
- 1983: Truls og Trine redder julen –  Terje Nordberg und Dag E. Kolstad (Text), Zeichnungen von Arild Midthun, Semic, Neuausgabe 1998
- 1984: Truls og Trine julemysteriet – Terje Nordberg und Dag E. Kolstad (Text), Zeichnungen von Arild Midthun, Semic
- 1984: Skrotrockarna Tommy Sydsæter, Dag E. Kolstad, Semic, ISBN 915 3020138
- 1984: Vazelina bilipphøggers, Tommy Sydsæter, Dag Kolstad, Nordisk Forlag
- 1985: Truls og Trine : Trolljul –  Terje Nordberg und Dag Kolstad, Zeichnungen von Arild Midthun, Bladkompaniet
- 2001: Olsenbanden jr. julealbum (Olsenbande Junior Weihnachtsalbum) Olsenbanden jr. og millionlotteriet julen (Die Olsenbande Junior und die Millionenlotterie); Autor: Dag E. Kolstad, Zeichnung: Arild Midthun, Kolorierung: Karl Bryhn; Egmont Serieforlaget AS; ISBN 82-429-1942-9[7]
- 2004: Olsenbanden jr. julealbum (Olsenbande Junior Weihnachtsalbum) Olsenbanden jr. hopper i det! (Die Olsenbande Junior springt); Autor: Dag E. Kolstad, Zeichnung: Arild Midthun, Kolorierung: Karl Bryhn; Oslo Egmont Serieforlaget[8]
- 2006: Kaptein Sabletanns verden (Käpt’n Säbelzahns Welt) monatliche Erscheinweise; Autor: Dag E. Kolstad; Zeichnungen: Arild Midthun, Asbjørn Tønnesen und Jimmy Wallin